# 仙台藩松山隊
仙台藩松山隊（せんだいはんまつやまたい）は、戊辰戦争の際、海岸警備のため仙台藩松山領（現在の宮城県大崎市）で、組織された部隊である。隊長は茂庭氏の家老である鈴木市郎左衛門。名称の由来は松山領の「松山」から。

## 概要
松山隊は仙台藩により正式に組織された部隊ではなく，松山領で独自に組織された部隊である。当初、松山隊は1868年（慶応4年）旧暦4月頃から仙台湾の警備にあたっており石巻、松島、塩釜で艦船の出入れを監視していた。
しかし、同年8月6日、相馬中村藩が降伏し新政府側となり、仙台藩は仙台領内への侵入を食い止めるために駒ケ嶺城に本陣を置き2000の大兵で固めた。しかし11日の総攻撃により駒ヶ嶺城は陥落、炎上した。仙台藩は拠点を坂元に移し、駒ヶ嶺奪還のために出兵を決定。この際に応援のため松山隊全軍が相馬口への出動を命ぜられた。　
8月20日、松山隊は第二次駒ヶ嶺奪回作戦に参加。仙台藩は3隊の部隊に分かれ松山隊は仙台藩左翼の鈴木直記隊と合し、海側の部隊として駒ケ嶺の海沿い(現在の福島県新地町)へ出兵。雨天の中を進軍したのち朝6時半ごろより交戦し釣師浜，大戸浜の堡塁を破って海沿いの仙台藩は今泉の新政府軍にむけ攻撃を開始した。特に浜手の松山隊，亘理隊は積極的に前進し、戦いを展開して大きな進撃を繰り返した。今泉を守っていた津藩は地の悪さもあり当初は仙台藩側が優勢だった。しかし仙台藩の装備は前装式の火縄銃といった旧式の銃であり、折しもの雨のため火縄や火薬がしけってしまいやがて使えなくなった。一方で新政府軍の装備は後装式といった天候に左右されない最新式の銃だったため形勢逆転。さらに援軍が来たことにより海沿いの仙台藩は今泉の攻略を断念し釣師浜への退却を始め追撃される形となった。　　
鈴木直記隊は引き揚げの貝を吹く間もなく撤退。松山隊は孤立無援と化し，最終的に御殿岬(現在の新地町今泉に位置する岬)に追い詰められた。松山隊は海を背負って奮戦するも装備していた武器の差は歴然と不利であり、やがて力尽き進退窮まった松山隊士は御殿岬の崖から次々と身を投げ溺死するなど27名が戦死した。

## 戦後
現在、御殿岬には8月20日での松山隊の勇戦をたたえ冥福を祈るものとして「明治戊辰の役　仙台藩松山隊勇戦地」の碑が立っている。戦後、仙台藩士たちの遺体は放置され獣や鳥に食い散らかされ異臭が漂うという極めて悲惨な状況となっていたが憐れんだ地元住民たちが各地に埋葬した。今泉の大戸浜観音寺共同墓地には隊長鈴木の墓と戦死した27名の松山隊士、周辺で戦死した仙台藩兵13名合わせて40名の合葬墓、松山隊士の慰霊塔が立っている。現在でも大戸浜観音寺共同墓地には遺族らが慰霊に訪れている。宮城県大崎市にある満徳寺には「戊辰戦役松山隊碑」が立っており、8月20日の戦闘で戦死した松山隊士の慰霊碑である。
新地町教委教育総務課の副主査である佐藤祐太氏は「激戦だったにもかかわらず、駒ヶ嶺の知名度は会津や白河の戦いと比べて低い。多くの犠牲を出した戦渦が新地町でもあったことを知ってほしい」と語っている。